# Blaubart (1951)
Blaubart ist ein deutsch-französisch-schweizerischer Kinofilm aus dem Jahr 1951 von Christian-Jaque mit Hans Albers in der Titelrolle. Seine sehr viel jüngere Ehefrau spielt Cécile Aubry. Dem Film liegt das gleichnamige Märchen von Charles Perrault zugrunde.

## Handlung
Graf Amédée, der Ritter Blaubart, ist ein Adeliger von altem Schrot und Korn. Er hat gerade seine sechste Frau verloren und plant bereits die siebte Ehe. Die Neue heißt Aline und möchte unbedingt des Blaubarts letzte Gattin bleiben. Was zuvor geschah: Eine Gattin nach der anderen verschwand auf mysteriöse Weise, nachdem Blaubart jede von ihnen auf die Probe stellte. Alle sechs Ehefrauen erhielten vor des Ritters Abreise den Schlüssel zu einem geheimnisvollen Zimmer im Schloss, das zu betreten der unheimliche Gatte jedoch strengstens untersagte. Erwartungsgemäß konnte keine der Damen der Versuchung widerstehen, um die Neugierde zu befriedigen. Prompt wurde eine nach der anderen von Blaubart beiseitegeschafft. Man geht davon aus, dass der Ladykiller mit dem blau schimmernden Bart jede von ihnen umbrachte – ein blutiges Gerücht, das der schlitzohrige Schwerenöter selbst in Umlauf gebracht hat.
Wirtstochter Aline, ein puppengesichtiges und zartgliedriges, aber auch durchaus resolutes und listiges Wesen, das kaum dem Kindesalter entwachsen ist, sieht dem Tag der Eheschließung mit einiger Sorge und Furcht entgegen. Dennoch willigt sie ein, die nächste Gattin des Ritters mit dem großen Frauenverschleiß zu werden. Sie zieht nach der Eheschließung auf Blaubarts Schloss. Doch auch Aline muss den „Schlüsseltest“ über sich ergehen lassen. Prompt kündigt Blaubart wieder einmal eine Reise ein und übergibt auch Aline den Schlüssel zu jener verhängnisvollen Kammer. Er schärft ihr ein, dass sie während seiner Abwesenheit tun könne was sie wolle, aber auch dass sie keinesfalls jenen Raum betreten dürfe. Sein Zorn werde fürchterlich sein, sollte sich Aline nicht an diese eine Anweisung halten. Das Schicksal nimmt seinen Lauf, als auch Aline nicht ihre Neugier zügeln kann und die Kemenate betritt. Hier entdeckt sie allerdings weit weniger Unheimliches, als sie befürchtet hat: Nämlich all ihre Vorgängerinnen, die Blaubart nach ihrem Vergehen lediglich weggeschlossen hat. Nach deren Befreiung veranlasst Aline, dass ein königliches Gericht den Ritter Blaubart verbannt und sein Vermögen einzieht. Nun kann sie ihren eigentlichen Herzbuben, den schmucken und deutlich jüngeren Dorfschmied heiraten.

## Produktionsnotizen
Blaubart entstand im Spätwinter/Frühling 1951 (aus Kostengründen unter anderem auf einem Bauernhof und einem Filmatelier im österreichischen Thiersee) für rund zwei Millionen D-Mark Produktionskosten und wurde am 1. November 1951 im Turm-Palast in Frankfurt am Main erstmals in Deutschland gezeigt. Die (West-)Berliner Premiere fand am 20. Dezember 1951 statt. Bereits am 20. November 1951 konnte man Blaubart auch in Österreich sehen.
Otto Lehmann und Herbert Uhlich waren Produktionsleiter. Georges Wakhévitch zeichnete für die Filmbauten verantwortlich, die österreichischen Filmbauten im ÖFA-Atelier in Thiersee schuf Wolf Witzemann. Franz Zimmermann übernahm bei dem des Deutschen unkundigen Franzosen Christian-Jaque die deutsche Dialogregie. Christian-Jaque verlegte diese Geschichte um einen historisch verbürgten Massenmörder, die erste deutsch-französische Farbfilmproduktion, eindeutig mehr ins Komödiantische – die „verschollenen“ sechs Ehefrauen Blaubarts sind hier, anders als in der Historie, am Schluss allesamt noch am Leben.
Zur französischen Fassung Barbe-Bleue:
- Hier spielte Pierre Brasseur den Blaubart, Jean Debucourt den Haushofmeister, Jeanne Morlet die Amme und Robert Arnoux den Matthes. Cécile Aubry war in beiden Sprachfassungen zu sehen. Dafür musste sie bis zu zehn Stunden täglich Sprachunterricht nehmen.[1] Alle anderen Darsteller wirkten in beiden Versionen mit. Das Drehbuch zur französischsprachigen Version verfassten  André-Paul Antoine,  Jean Bernard-Luc, Christian-Jaque und Henri Jeanson (Dialoge). Als Produktionsleiter wurden Louis Wipf und Marcel Bertrou verpflichtet. Den Schnitt besorgte Jacques Desagneaux. Diese Fassung lief, je nach Quelle, am 28. September oder am 4. Oktober 1951 in Paris an und nahm als Festivalbeitrag auch an den XII. Internationalen Filmfestspielen von Venedig (20. August bis 10. September 1951) und an den II.  Internationalen Filmfestspielen von Punta del Este (Uruguay) (10. bis 31. Januar 1952) teil.[2]

## Kritiken
Der Spiegel befand in seiner Ausgabe vom 7. November 1951: „Mit rollenden Kehllauten und blitzenden Augen hält Blaubart Hans Albers sein sechsfaches Frauenmörder-Renommee, bis ihn die Neugier seiner Siebenten als mörderisch hochstapelnden Schwindler entlarvt: Frätzchen Cécile Aubry entdeckt ihre sechs Vorgängerinnen wohlauf im Kellerverließ. Blaubarts Rache für diese Bloßstellung – die Hinrichtung aller sieben – geht in einem märchenhaftturbulenten ‚Ende gut – alles gut‘ unter. Regisseur Christian Jaque bediente sich gallischen Esprits, deutschen Humors und eines neuen belgischen Farbfilmverfahrens. Es entstand dabei ein neuer Filmmischtyp, halb Märchenparodie, halb historischer Gruselschinken. Albers-Aubry kontrastieren reizvoll in deutsch-französischer Gemeinschaftsproduktion, alter Albers-Rivale Kortner glänzt als leiser Bösewicht. Publikum findet Cécile Aubrys deutsche Aussprache entzückend albern.“
Im Lexikon des Internationalen Films heißt es: „Der von Christian-Jacques … etwas zu schwerfällig inszenierte Film hat das Märchen mit einer kabarettistischen Pointe versehen und umgekehrt: Die siebte Frau des Grafen von Salvers, die Wirtstochter Anne, findet in dem verbotenen Gemach ihre Vorgängerinnen lebend vor; als abgedankte Ehefrauen sorgfältig eingesperrt.“